# Вулиця Шведська (Полтава)
Вулиця Шведська — одна із вулиць Полтави. Пролягає від Павленківської пл. до вул. Дослідної. Прокладена у ХІХ ст. на території передмістя Павленки, якими просувалися в 1709 р. до поля Полтавської битви шведські війська. Південну перспективу вулиці замикала Покровська церква. З непарного боку вулиці — Павленківський парк. Розташовані: науково-виробниче об'єднання «Еліта» та Полтавська сільськогосподарська дослідна станція. В 1910 р. на дослідному полі станції проходив практику М. І. Вавилов. На фасаді адміністративного корпусу станції відкрито меморіальні дошки М. І. Вавилову та О. Н. Соколовському.

## Галерея

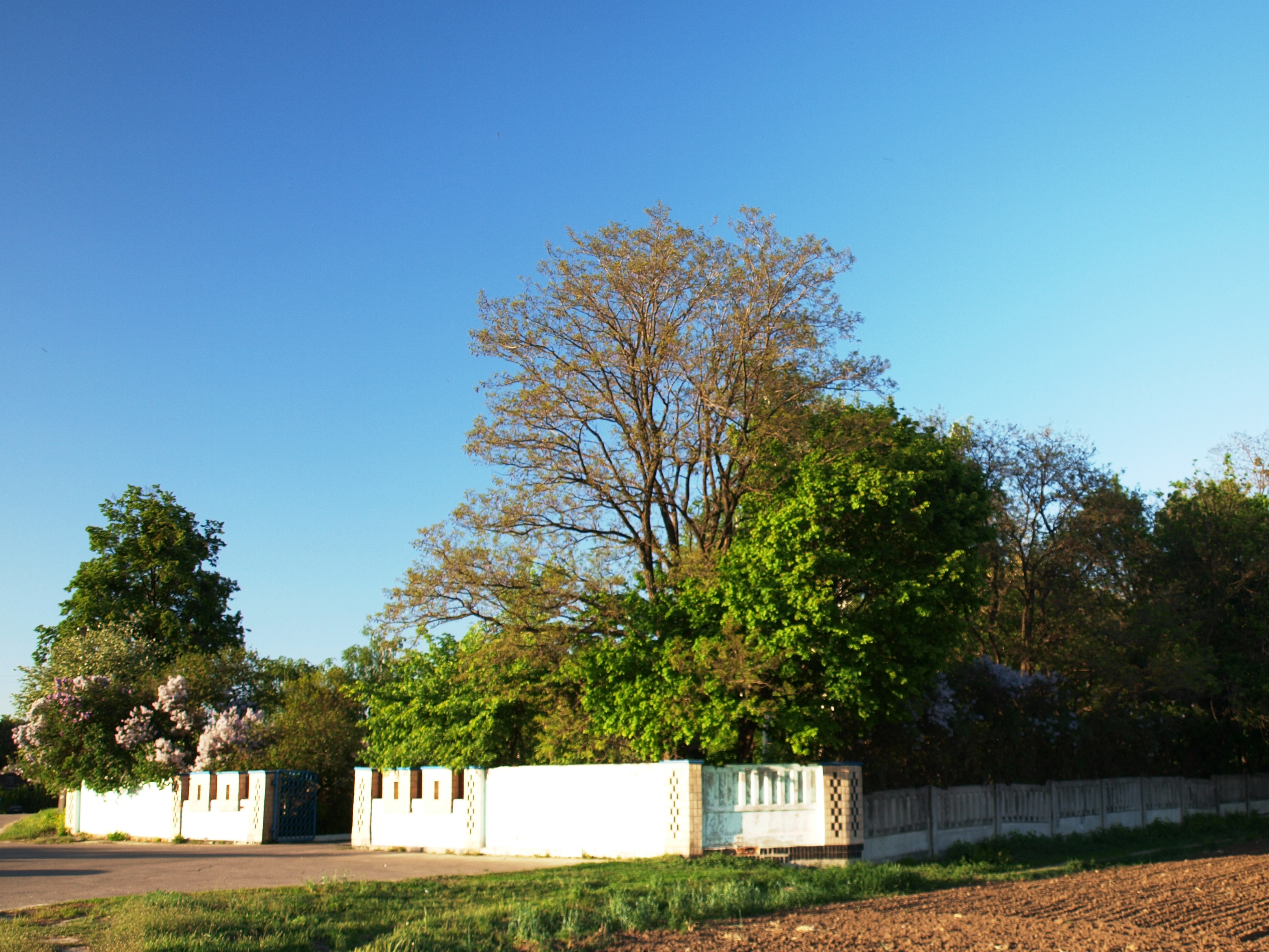
Парк сільськогосподарської дослідної станції імені М. І. Вавілова
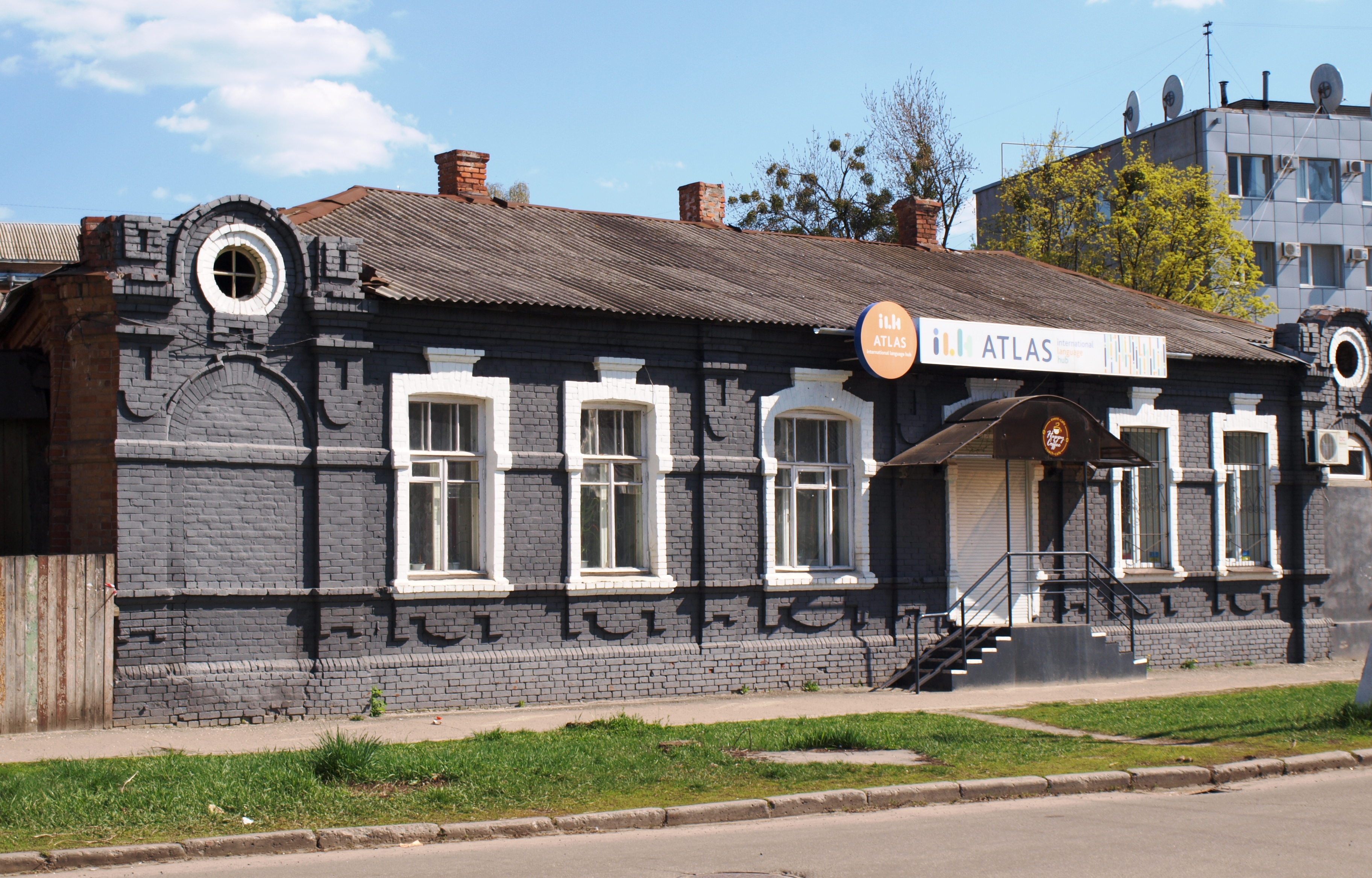
Будинок № 6
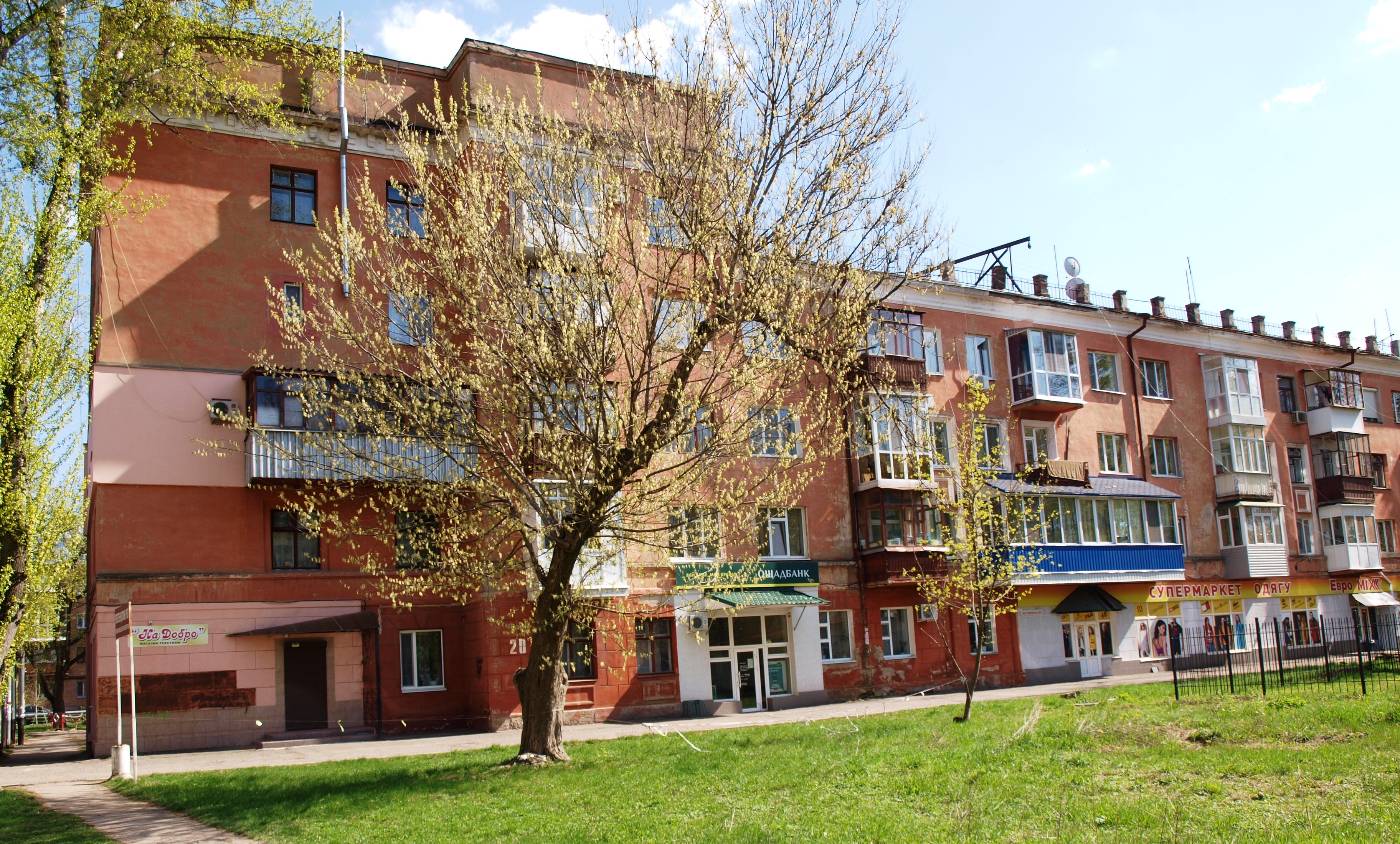
Будинок № 20